# 土岐寛
土岐 寛（とき ひろし、1944年5月16日 - ）は、日本の行政学者・政治学（専攻は地方自治・都市政策）、映画評論家。大東文化大学名誉教授。博士（政策科学）。
映画評論家としては村瀬 広（むらせ ひろし）のペンネームを使っている。またゴルゴ13好きでゴルゴ教授という愛称で呼ばれたという。

## 略歴
1944年、山形県鶴岡市（旧東田川郡広瀬村）に生まれる。1963年3月山形県立鶴岡南高等学校卒業、1968年3月京都大学法学部卒業。1968年4月から1971年9月まで日本郵船株式会社（横浜支店・東京支店）に勤務。1973年2月から1992年3月まで、財団法人東京市政調査会研究部研究員補・研究員・主任研究員・雑誌「都市問題」編集長・第二研究室長を経て、1992年4月から1994年3月まで大東文化大学法学部政治学科助教授。1994年4月から2015年3月まで、同学科教授。2001年から2003年まで大東文化大学国際比較政治研究所長。2005年から2007年まで同大学院法学研究科委員長。2010年から2011年まで同地域連携センター長。2011年同法学部長。2015年4月より大東文化大学名誉教授。
2016年3月、同志社大学で博士（政策科学）の学位を取得。日本地方自治学会、日本オンブズマン学会、日本景観学会などに所属している。早稲田大学政経学部非常勤講師（都市問題、演習、大学院）を長く勤めた。1985年第8回日本都市学会奥井賞受賞。松戸市個人情報審議会委員長（2001年4月～）同水道事業運営審議会委員長。（2000年6月～ ）
指導院生に、島田惠司（大東文化大学教授）、鹿谷雄一（北海学園大学教授）等

## 著書

### 単著
- 『現代の都市政治』日本評論社、1983年９月
- 『海外の都市政策事情』ぎょうせい、1987年５月
- 『都市政治の可能性』東京市政調査会、1989年10月
- 『都市のクロニクル』平原社、1993年11月
- 『東京問題の政治学』日本評論社、1995年３月
- 『地方自治とまちづくり』敬文堂、2002年１月
- 『スローな都市の散歩道』北樹出版、2004年6月
- 『東京問題の政治学』第二版、日本評論社、2003年９月
- 『景観行政とまちづくり』時事通信出版局、2005年3月
- 『世界の街角まちづくり』北樹出版、2014年4月
- 『日本人の景観認識と景観政策』日本評論社、2015年5月
- 『映画は戦争を凝視する』新日本出版社、2016年11月 （村瀬広名義）

### 主要共著
- 『世界の大都市制度』東京市政調査会編・発行、1982年１月
- 『地方自治読本』第6版、東洋経済新報社、1989年12月
- 『大都市問題への挑戦―東京とニューヨーク―』日本評論社、1992年5月
- 『世界の地方自治』自治体研究社、海外地方自治研究会編、1994年2月
- 『海外の地方分権事情』自治体研究社、1995年11月
- 『民族と国家の国際比較研究』未来社、1997年10月
- 『新宿区史』新宿区編・発行、1988年3月
- 『地方分権下の地方自治』公人社、2002年4月
- 『地方自治と政策展開』北樹出版、2003年4月
- 『現代行政のフロンティア』北樹出版、2007年2月
- 『分権型社会構築のための基盤研究：米加両国の州政府を中心とした地域社会の形成』科学研究費補助金：基盤研究(B)　研究代表者加藤普章、2007年12月
- 『シティマネジャー制度論』埼玉新聞社、2008年12月
- 『現代日本の地方自治』北樹出版、2009年4月
- 『現代日本の地方自治』改訂版、北樹出版、2011年4月
- 『現代行政のニュートレンド』北樹出版、2011年4月
- 『比較 地方政治』志学社、2012年9月

### 編著
- 『行政と地方自治の現在』北樹出版、2015年4月

### 共編著
- 『比較行政制度論』法律文化社、2000年5月
- 『比較行政制度論』第2版、法律文化社、2006年5月
- 『現代地域問題の研究』ミネルヴァ書房、2009年4月

### 共訳書
- ジェフリー・M・ベリー著『新しいリベラリズム』ミネルヴァ書房、2009年2月